# Flaming Moe’s
«Flaming Moe’s» — десята серія третього сезону мультсеріалу «Сімпсони», яка з'явилася 21 листопада 1991 року в США і у 2005 році в Україні.

## Сюжет
Таверна Мо переживає не найкращі часи. Коли у барі закінчується пиво, то втікає навіть Барні Ґамбл, а Гомер йде додому, де зустрічає своїх одвічних ворогів — Патті і Сельму. Вони тільки що приїхали з чергового відпочинку і хочуть показати слайди усій сім'ї, що є нестерпним для Гомера. Коли Гомер іде до холодильника по пиво, то Патті каже йому, що пиво закінчилось.
Тоді Гомер у відчаї намагається придумати, де узяти пиво. Тоді Гомер додумується узяти усі рідини в хаті і змішати їх. Разом з усім Гомер додає і дитячий і неефективний сироп від кашлю. Гомерові подобається приготований напій, з ним Гомер йде до кімнати.
Випадково, сигарета Петті падає у склянку і напій розпалюється і стає гарячим і смачним.
Своє нове відкриття Гомер одразу розповідає Мо, і каже, що назвав його «Гарячий Гомер». Коли Леррі питається, як називається напій, хитрий Мо вигукує, що напій зветься «не гарячий Гомер», а «гарячий Мо» і краде Гомерів напій. Гомер шаленіє, і Мо намагається вибачитися і пропонує стати його діловим партнером, проте Гомер відмовляється і йде додому. Ідея помститися Мо стає нав'язливою для Гомера, він втрачає апетит, сон і увесь час бормоче про помсту.
А бар Мо тим часом стає усе популярнішим, бо Мо навчився робити коктейль «Гарячий Мо» і, як відмічає Мо, у барі вперше з'являєтються у барі жінки з 1973 року. До Таверни Мо приставляється охорона, там відбуваються закриті вечірки, і
навіть вивістка міняється на «Бар Гарячого Мо». Також у барі тричі виступає група Aerosmith.До Мо також приїджають інспектори, пропонуючи Мо 25 тисяч доларів і Мо спершу не погоджується, а Гомер тим часом виходить вночі з дому у халаті і зеленій відлозі, і пробирається на дах Таверни Мо під час виступу Аеросміт.
Коли Мо знову відмовляється від грошей, то Гомер вистрибує на дошку і розказує усім про рецепт. Раптом Гомер не втримується, падає і знищує апаратуру Аеросміт. Інспектори йдуть геть, а з ними і усі відвідувачі. Таверна Мо знову повертається у звичний
стан. Поблизу Таверни Мо відкриваються бари «Таверна Мю» «Таверна Му» т інші. Гомер заходить у бар і вибачається, а Мо каже, що не може на Гомера сердитися і вони знову друзі. На знак примирення Мо за рахунок закладу наливає Гомеру коктейль, іменуючи його «Гарячий Гомер».